# Ilyushin Il-32
O Ilyushin Il-32 foi um planador militar pesado soviético desenvolvido após a Segunda Guerra Mundial para distribuir 7 000 kg (15 000 lb) de carga. A fim de facilitar o carregamento e descarregamento, a seção do nariz e da cauda do planador possuíam dobradiças para abrir lateralmente. O Il-32 requeria uma aeronave de quatro motores para rebocá-lo seguramente; o projeto foi cancelado quando se tornou claro que nenhum rebocador estaria disponível para esta missão após os programas do Tupolev Tu-75 e do Ilyushin Il-18 serem cancelados devido a falta dos motores Shvetsov ASh-73, que seriam protagonistas nestas aeronaves.

## Projeto
Após o fim da Segunda Guerra Mundial, os soviéticos dedicaram um esforço considerável em desenvolver planadores de transporte pesados para lançar tropas durante um assalto aéreo. Como parte deste esforço, o Conselho de Ministros do governo soviético solicitou à Ilyushin em 20 de Setembro de 1947 que criasse um planador capaz de carregar 7 000 kg (15 000 lb) de carga, incluindo 60 soldados ou um canhão de 122 mm (4,8 pol) com sua unidade propulsora, munição e soldados. Seu rebocador seria o Tupolev Tu-75, um avião de transporte quadrimotor derivado do Tupolev Tu-4.
O Il-32 possuía corpo em alumínio, monoplano cantilever de asa alta, com um trem de pouso fixo triciclo, com fuselagem quadrada para caber o máximo de carga possível. A asa de duas longarinas possuía um alongamento moderado. Foi criado para ser descartável e era facilmente fabricável, a fim de facilitar a manufatura em larga escala. As seções do nariz e da cauda dobravam 95° a estibordo para facilitar o carregamento.
O Il-32 realizou seu primeiro voo em 20 de Agosto de 1948, rebocado pelo bimotor Ilyushin Il-12, mas o Il-12 não era suficientemente forte para rebocar um planador carregado, e o quadrimotor Il-18 foi adaptado para rebocá-lo a partir do dia 20 de Setembro. Durante os testes de voo, atingiu uma velocidade de 323 km/h (200 mph) a uma altitude de 3 000 metros (9 800 pé) e um peso de 16 000 kg (35 000 lb). Os testes foram satisfatórios e os preparativos foram feitos para iniciar a produção em série, mas a falta de rebocadores adequados era um problema. Nenhuma aeronave quadrimotora soviética que poderia ser usada estava sendo produzida ou estava disponível. Ambos os Tupolev Tu-70 e o Il-18 haviam sido cancelados, assim como o Tu-75, e o Tu-4 estava sendo utilizado em missões de bombardeio estratégico. Alguns experimentos foram feitos com um par de Il-12 rebocando o Il-32, mas isto era difícil e arriscado demais para todos os envolvidos. O Il-32 foi então cancelado por falta de um rebocador apropriado.